# John Latham
John Latham (27 juni 1740 – 4 februari 1837) was een Britse arts, natuuronderzoeker en schrijver. Hij werd geboren in Eltham in zuidoost Londen en was de oudste zoon van John Latham sr. († 1788), een chirurgijn.

## Biografie
Latham was de "grootvader" van de Australische ornithologie. Hij was in de gelegenheid om specimens van in Australië verzamelde vogels te onderzoeken die in de laatste twintig jaar van de achttiende eeuw naar Engeland werden opgestuurd. Hij was ook verantwoordelijk voor het geven van namen. Tot deze vogelsoorten behoorden de emoe, grote geelkuifkaketoe, wigstaartarend, liervogel, republikeinwever en zwartrugfluitvogel. Hij was ook de eerste die de hyacinthara beschreef. Latham had een artsenpraktijk in Dartford in Kent en daar verzamelde hij de Provençaalse grasmus (Curruca undata, die in het Engels daarom Dartford warbler heet). Hij ging in 1796 met pensioen en vestigde zich in Hampshire. A General Synopsis of Birds (1781–1801) en General History of Birds (1821–1828) zijn zijn bekendste werken.
Latham correspondeerde met natuuronderzoekers als Thomas Pennant, Joseph Banks en Ashton Lever. Hij werd in 1775 gekozen tot lid van de Royal Society en hij was medeoprichter van de Linnean Society. In 1812 werd hij tot corresponderend lid van de Koninklijke Zweedse Academie van Wetenschappen gekozen.

## Zijn werk als soortauteur
A General Synopsis of Birds was de eerste ornithologische publicatie van Latham en het bevatte 106 afbeeldingen die door de auteur zelf werden gemaakt. Hierin werden veel nieuwe soorten beschreven die Latham had ontdekt in verschillende musea en privé-verzamelingen. Bij dit werk besteedde hij weinig aandacht aan een geformaliseerde manier van namen geven. Pas later ontdekte Latham dat hij alleen als soortauteur erkenning zou krijgen als hij de door Carl Linnaeus ontworpen binominale nomenclatuur hanteerde. Daarom publiceerde hij in 1790 de Index Ornithologicus waarin hij aan alle door hem eerder beschreven vogels een naam volgens dit systeem toekende. Helaas was hij daarmee te laat, want in 1788 had Johann Friedrich Gmelin een eigen versie van Linnaeus' Systema Naturæ gepubliceerd waarin hij aan de door Latham beschreven soorten een wetenschappelijke (Latijnse) naam had toegevoegd. Ook de Nederlander Boddaert publiceerde op die manier de door Latham beschreven Provençaalse grasmus. Volgens de prioriteitregel van de zoölogische nomenclatuur werden Gmelin en Boddaert daarom de auteurs van deze vogelsoorten.
Overigens is Latham anno 2012 nog steeds de soortauteur van 159 geldige vogelsoorten.
- Australian Dictionary of Biography: latham-john-2333
- Bibliothèque nationale de France: cb15515326n (data)
- Stuttgart Database of Scientific Illustrators 1450–1950: 3974
- Gemeinsame Normdatei: 117605824
- International Standard Name Identifier: 0000 0001 2138 3299
- Library of Congress Control Number: n86844451
- Nationale Bibliotheek van Tsjechië: mzk2010577428
- Nationale Bibliotheek van Polen: a0000002834460
- Nederlandse Thesaurus van Auteursnamen: 130641065
- Réseau des bibliothèques de Suisse occidentale: 02-A003498424
- Istituto Centrale per il Catalogo Unico: TO0V482252
- LIBRIS: 171254
- SNAC: w6n315tz
- Système universitaire de documentation: 077049691
- Museum of New Zealand Te Papa Tongarewa: 6611
- Trove: 1466737
- Virtual International Authority File: 69237380
- WorldCat: E39PBJrcpxqPkP8THdGKrCbTpP